# Condado de Posey
El condado de Posey (inglés: Posey County) es un condado en el estado estadounidense de Indiana. En el censo de 2000 el condado tenía una población de 27 061 habitantes. Forma parte del área metropolitana de Evansville. La sede de condado es Mount Vernon. El condado fue formado el 11 de noviembre de 1814 a partir de porciones de los condados de Gibson y Warrick. Fue nombrado en honor a Thomas Posey, quien en ese entonces era Gobernador del Territorio de Indiana.

## Geografía
Según la Oficina del Censo, el condado tiene un área total de 1086 km² (419 sq mi), de la cual 1058 km² (408 sq mi) es tierra y 28 km² (11 sq mi) (2,61%) es agua.

### Condados adyacentes
- Condado de Gibson (norte y noreste)
- Condado de Vanderburgh (este)
- Condado de Henderson, Kentucky (sureste)
- Condado de Union, Kentucky (sur)
- Condado de Gallatin, Illinois (suroeste)
- Condado de White, Illinois (oeste y noroeste)

## Autopistas importantes
- Interestatal 64
- Ruta Estatal de Indiana 62
- Ruta Estatal de Indiana 65
- Ruta Estatal de Indiana 66
- Ruta Estatal de Indiana 68
- Ruta Estatal de Indiana 69
- Ruta Estatal de Indiana 165
- Ruta Estatal de Indiana 269

## Demografía
En el  censo de 2000, hubo 27.061 personas, 10.205 hogares y 7.612 familias residiendo en el condado. La densidad poblacional era de 66 personas por milla cuadrada (26/km²). En el 2000 había 11.076 unidades habitacionales en una densidad de 27 por milla cuadrada (10/km²). La demografía del condado era de 97,97% blancos, 0,86% afroamericanos, 0,27% amerindios, 0,16% asiáticos, 0,16% de otras razas y 0,58% de dos o más razas. 0,44% de la población era de origen hispano o latino de cualquier raza. 
La renta promedio para un hogar del condado era de $44.209 y el ingreso promedio para una familia era de $53.737. En 2000 los hombres tenían un ingreso medio de $39.084 versus $23.996 para las mujeres. La renta per cápita para el condado era de $19.516 y el 7,40% de la población estaba bajo el umbral de pobreza nacional.

## Ciudades y pueblos
| - Cynthiana - Griffin | - Mount Vernon - New Harmony | - Poseyville - Solitude | - Wadesville |